# Dreiband-Europameisterschaft 1982

Logo CEB (ausrichtender Verband)

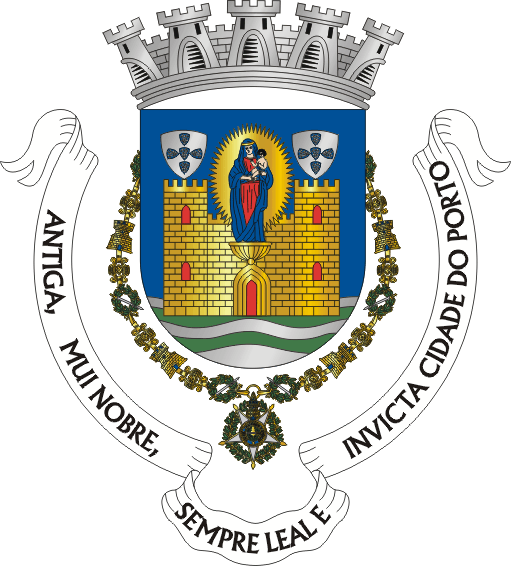
Veranstaltungsort: Porto

Die Dreiband-Europameisterschaft 1982 war das 40. Turnier in dieser Disziplin des Karambolagebillards und fand vom 23. bis 28. März 1982 in Porto statt. Es war die dritte Dreiband-EM in Portugal und die erste in Porto.

## Geschichte
Mit zwölf Spielern gestartet und leider mit elf Spielern beendet wurde die 40. Dreiband-EM. Der Schweizer Robert Guyot musste wegen eines Todesfalls in der Familie nach der sechsten Spielrunde das Turnier beenden. Sieger wurde wie immer in den letzten Jahren der Belgier Raymond Ceulemans. Die einzige Niederlage leistete er sich gegen den Zweitplatzierten Johann Scherz. Für den 50-jährigen Österreicher sollte es nach zwei Ersten, elf Zweiten und fünf dritten Plätzen die letzte Medaille bei einer Europameisterschaft sein. Der Nachwuchs meldete sich mit den zwei 19-jährigen späteren Weltmeistern Marco Zanetti und Torbjörn Blomdahl für die Medaillenplätze der nächsten Jahre an. Für den Berliner Dieter Müller war das Ausscheiden des Schweizers ärgerlich, weil er gegen Guyot bereits gespielt hatte und in 40 Aufnahmen die Partie beendete. Da diese Partie gestrichen wurde, hatte er zum Schluss im Durchschnitt keine eins vor dem Komma. Mit 0,988 wurde ein neuer Rekord im Turnierdurchschnitt aufgestellt.

## Modus
Gespielt wurde im System „Jeder gegen Jeden“ bis 60 Punkte mit Nachstoß/Aufnahmegleichheit.

## Abschlusstabelle
| MP    | Match Points (Sieger = 2; Unentschieden = 1; Verlierer = 0) |
| Pkte. | Erzielte Karambolagen                                       |
| Aufn. | Benötigte Versuche                                          |
| GD    | Generaldurchschnitt                                         |
| BED   | Bester Einzeldurchschnitt eines Spielers                    |
| HS    | Höchstserie                                                 |
|       | Bester GD des Turniers                                      |
|       | Bester ED des Turniers                                      |
|       | Beste HS des Turniers                                       |
|       | 1. Platz (Gold)                                             |
|       | 2. Platz (Silber)                                           |
|       | 3. Platz (Bronze)                                           |

| Endklassement              | Endklassement     | Endklassement | Endklassement | Endklassement | Endklassement | Endklassement | Endklassement |
| Platz                      | Name              | MP            | Pkte.         | Aufn.         | GD            | BED           | HS            |
| -------------------------- | ----------------- | ------------- | ------------- | ------------- | ------------- | ------------- | ------------- |
| 1                          | Raymond Ceulemans | 18:2          | 598           | 438           | 1,365         | 1,818         | 12            |
| 2                          | Johann Scherz     | 16:4          | 583           | 518           | 1,125         | 1,666         | 12            |
| 3                          | Ludo Dielis       | 12:8          | 558           | 473           | 1,184         | 1,463         | 14            |
| 4                          | Rini van Bracht   | 12:8          | 555           | 602           | 0,921         | 1,714         | 10            |
| 5                          | Richard Bitalis   | 11:9          | 540           | 489           | 1,104         | 1,200         | 8             |
| 6                          | Dieter Müller     | 10:10         | 560           | 577           | 0,970         | 1,666         | 12            |
| 7                          | Claudio Nadal     | 9:11          | 519           | 577           | 0,899         | 1,200         | 10            |
| 8                          | Marco Zanetti     | 8:12          | 470           | 565           | 0,831         | 1,034         | 8             |
| 9                          | Hans Laursen      | 6:14          | 495           | 573           | 0,863         | 1,153         | 13            |
| 10                         | Jorge Theriaga    | 4:16          | 456           | 514           | 0,887         | 1,463         | 10            |
| 11                         | Torbjörn Blomdahl | 4:16          | 514           | 592           | 0,868         | 0,895         | 9             |
| Turnierdurchschnitt: 0,988 |                   |               |               |               |               |               |               |